# La gaia ciència
La gaia ciència, és una obra de Friedrich Nietzsche, publicada el 1882, sota el títol original Die fröhliche Wissenschaft, la gaya scienza. El títol fa referència als trobadors, l'expressió Gai Saber de la qual deriva la gaya scienza essent una manera de denominar en occità l'art de compondre poesia lírica. L'expressió ("gai saber") va ser incorporada molt aviat a la literatura, per Rabelais a Gargantua i Pantagruel.

## Pròleg a la segona edició

### Bromes, astúcia, venjança i cançons del príncep Vogelfrei
Es tracta de 63 poemes lúdics i anècdotes contrastades, ambientades en vers i rimades, com a aperitiu abans dels cinc llibres, igual que les 13 Chansons del príncep Vogelfrei de l'annex actuen com a recreacions. A menys que els cinc llibres siguin el seu pretext, perquè Nietzsche expressa plenament la seva alegria allà, fent-se ressò del paràgraf 84 sobre " L'origen de la poesia ", on fa la pregunta :
| « | És cosa gaire agradable veure com els filòsofs més seriosos, per greus que siguin, amb tota seguretat, la resta del temps, apel·lin constantment a les "dites dels poetes" per assegurar la força i la credibilitat del seu pensament? | » |

Aperitius i recreacions, o peces principals que emmarquen els cinc llibres, Nietzsche juga literàriament amb aquesta ambigüitat. Destaca així l'ambivalència mateixa de la seva concepció de l'existència, atrapada entre la recerca de la veritat intrínsecament mortal i la il·lusió intrínsecament vital (cf. Més enllà del bé i del mal ). Torna a destacar la parella dinàmica Dionís / Apol·lo : el primer, principi caòtic i, el segon, principi estètic, on els sentits donen forma al caos, produint la il·lusió de la intel·ligibilitat del món, quan només es tractaria d'antropomorfismes.

## Els cinc llibres
Els cinc llibres formen un conjunt de 383 paràgrafs.
El quart llibre porta el subtítol Sanctus Januarius, i el cinquè Nosaltres, que som sense por. Aquest cinquè llibre es va publicar per primera vegada en la reedició de 1887, cinc anys després del primer. Va precedida d'una cita, en francès al text, de Turenne: « Carcasse, tu trembles ? Tu tremblerais bien davantage, si tu savais où je te mène. »(“Carcasse, tremoles? Tremolaries molt més si sabessis on et porto")

## Situació de l'obra dins l'obra de Nietzsche
A Ecce homo, Nietzsche diu del Gai savoir que és una introducció a la seva obra Així va parlar Zaratustra, i que Més enllà del bé i del mal n'és un comentari.

## Història
Nietzsche va començar a treballar en Gay Knowledge immediatament després d'haver acabat la impressió d'Aurora. Al juliol i août 1881, va prendre les primeres notes de Sils-Maria, d'on va sorgir més tard tota l'obra. Els esborranys es van continuar fins a finals del mateix any, després es va completar l'esborrany definitiu, en un sol mes, a Gènova, durant " el mes més bonic de tot gener " (1882), per això Nietzsche anomena el seu volum " el present d'aquest únic mes ". Les màximes en vers del pròleg Joke, russe and vengeance, van ser en gran part escrites durant aquest mateix hivern a Gènova, després a avril 1882 a Messina. Un suplement d'uns 40 aforismes es va adjuntar al manuscrit el 4 juillet, a Tautenburg, prop de Dornburg.
L'obra impresa per B. G. Teubner, a Leipzig, va ser publicat el setembre de 1882 per E. Schmeitzner, a Chemnitz, sota el títol de.El Gay Saber. Aleshores contenia, a part del pròleg, només quatre llibres i portava com a epígraf aquestes paraules d'Emerson : " Per al poeta i per als savis totes les coses són familiars i santificades, tots els esdeveniments útils, tots els dies sagrats, tots els homes divins. »
Només quan l'editor Fritzsch, de Leipzig, es va convertir en el dipositari de les obres de Nietzsche, el Gay Knowledge va ser augmentat amb un prefaci, el cinquè llibre i les Cançons del príncep. Vogelfrei ». Posa de nou a la venda pel seu nou editor el juin 1887, l'obra pren llavors el títol actual El Gai Savoir (« Gai Savoir »). Gaya Ciència ") i l'epígraf d'Emerson va ser substituït per un quartet de Nietzsche.
El prefaci havia estat escrit al la població de Ruta, prop de Gènova, l'octubre de 1886, el cinquè llibre a la fi del mateix any a Niça. Les cançons del príncep Vogelfrei » data de diverses èpoques, entre 1882 i 1884.

## Traduccions
- Le Gai Savoir, La Gaya Scienza, Henri Albert, Société du Mercure de France, 1901.[3]
- Le Gai Savoir, Alexandre Vialatte, Gallimard, Idées, 1950.
- Le Gai Savoir, la gaia scienza, Pierre Klossowski, Folio, 1989.
- Le Gai Savoir, Henri Albert, ressenya de Marc Sautet, Le Livre de Poche, 1993.
- Le Gai Savoir, Patrick Wotling, GF Flammarion, 1998, canya. 2007.